# Hallangspollen
59°42′0″N 10°38′0″Ø / 59.70000°N 10.63333°Ø
Hallangspollen er en cirka 3-3,5 kilometer lang fjordarm af Indre Oslofjord som går fra Drøbaksundet ved Gylteholmen,  mod nordøst, syd for landsbyen Hallangen i Frogn kommune i Viken fylke i Norge. Fjorden er delt i ved halvøen Holmen og Pollesundet  ender i Innerpollen naturhavn som er en lystbådehavn.